# 4. Garde-Infanterie-Division (Deutsches Kaiserreich)
Die 4. Garde-Infanterie-Division war ein Großverband der Preußischen Armee im Ersten Weltkrieg.

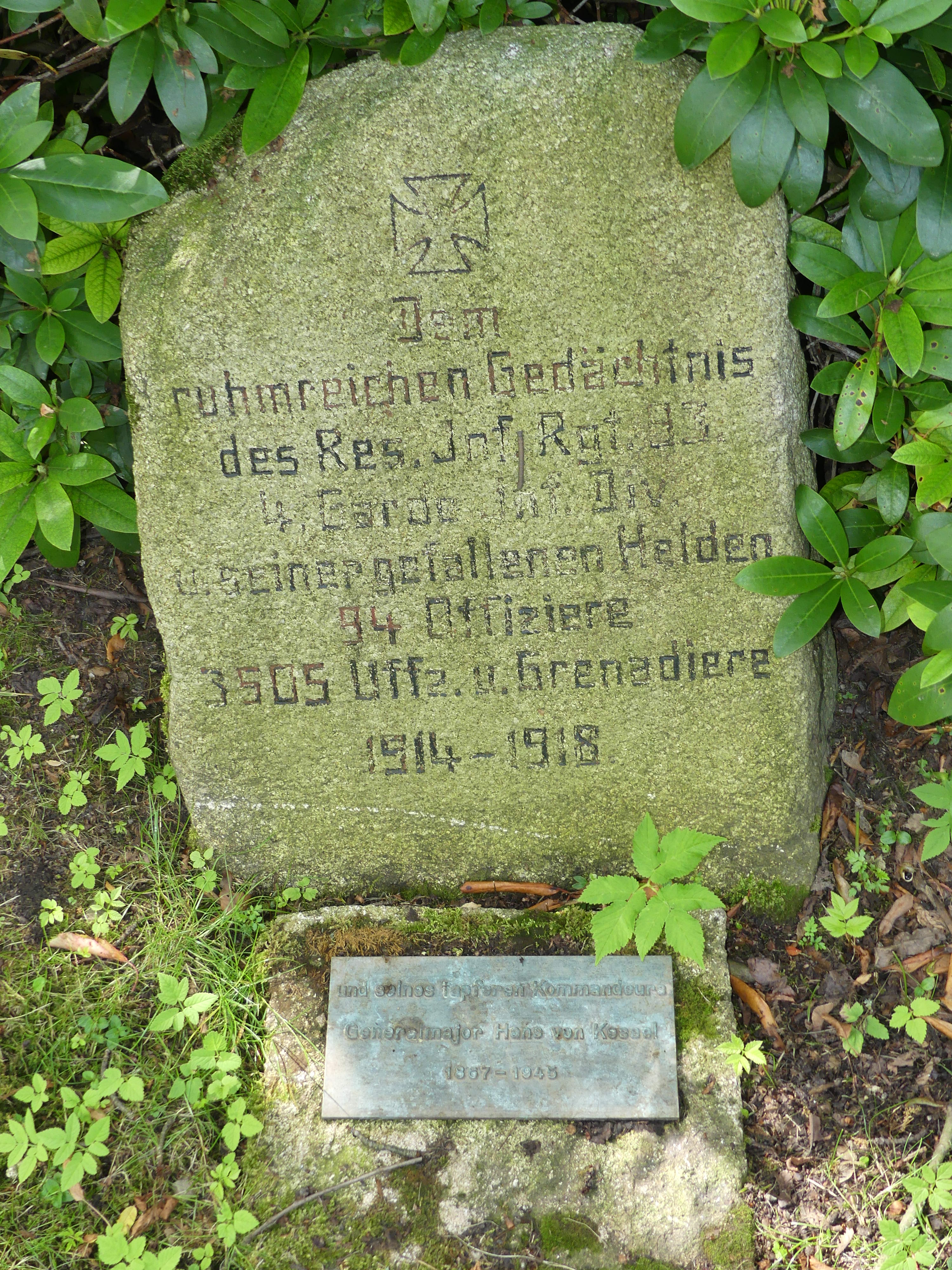
Gedenkstein für die Gefallenen des Reserve-Infanterie-Regiments Nr. 93 in Goslar

## Gliederung

### Kriegsgliederung vom 19. Mai 1915
- 5. Garde-Infanterie-Brigade
  - 5. Garde-Regiment zu Fuß
  - Garde-Grenadier-Regiment Nr. 5
  - Reserve-Infanterie-Regiment Nr. 93
  - Garde-Reserve-Jäger-Bataillon
  - Stab, 1. und 3. Eskadron/Garde-Reserve-Ulanen-Regiment
  - 2. Garde-Feldartillerie-Regiment
  - 1/3 1. Kompanie/Pionier-Bataillon Nr. 28
  - Leichter Feldscheinwerfer-Zug 3

### Kriegsgliederung vom 8. März 1918
- 5. Garde-Infanterie-Brigade
  - 5. Garde-Regiment zu Fuß
  - Garde-Grenadier-Regiment Nr. 5
  - Reserve-Infanterie-Regiment Nr. 93
  - MG-Scharfschützen-Abteilung Nr. 14
  - 2. Eskadron/Garde-Reserve-Dragoner-Regiment
  - Garde-Artillerie-Kommandeur Nr. 4
  - 6. Garde-Feldartillerie-Regiment
  - III. Bataillon / 1. Garde-Feldartillerie-Regiment
  - Pionier-Bataillon Nr. 106
  - Garde-Divisions-Nachrichten-Kommandeur Nr. 4

## Geschichte
Der Großverband wurde während des Ersten Weltkriegs am 18. Mai 1915 gebildet und zunächst an der Ost- und ab Mitte Oktober 1915 an der Westfront eingesetzt.

### 1915
- 7. Mai bis 12. Juli – Stellungskämpfe nördlich Przasnysz
- 13. bis 17. Juli – Durchbruchschlacht bei Przasnysz
- 18. bis 22. Juli – Verfolgungskämpfe zum unteren Narew
- 25. bis 26. Juli – Kämpfe bei den Kasernen um Dombrowka, Erstürmung von Chelsty und den Höhen östlich davon
- 30. Juli – Erstürmung des Dorfes Rembishe
- 4. bis 7. August – Schlacht am Orz
- 8. bis 10. August – Schlacht bei Ostrow
- 11. bis 12. August – Schlacht bei Tschishew-Sambrow
- 13. bis 18. August – Verfolgungskämpfe am oberen Narew und Nurzec
- 19. bis 25. August – Schlacht bei Bielsk
- 26. August bis 5. September – Verfolgungskämpfe am Swislocz und an der Naumka-Werecia
- 6. bis 7. September – Schlacht bei Wolkowyszk
- 8. bis 12. September – Schlacht an der Zelwianka und am Njemen
- 12. bis 12. September – Schlacht an der Szczara und Jelnia
- 17. bis 22. September – Verfolgungskämpfe in den litauischen Sümpfen
- 23. bis 27. September – Schlacht bei Wilna
- 27. September bis 6. Oktober – Reserve Oberost
- 7. bis 13. Oktober – Reserve der OHL
- 20. Oktober bis 27. Dezember – Stellungskämpfe in Flandern und Artois
- ab 28. Dezember – Reserve der OHL

### 1916
- bis 17. April – Reserve der OHL
- 18. April bis 23. Juni – Stellungskämpfe in Flandern und Artois
- 27. Juli bis 17. September – Schlacht an der Somme
- 24. Oktober bis 26. November – Schlacht an der Somme
- ab 27. November – Stellungskämpfe an der Somme

### 1917
- bis 15. März – Stellungskämpfe an der Somme
- 2. April bis 20. Mai – Frühjahrsschlacht bei Arras
- 24. bis 28. Juni – Gefechte bei Lens
- 1. Juli – Gefechte bei Lens
- 15. bis 27. August – Kämpfe bei Lens
- 23. September bis 9. Oktober – Herbstschlacht in Flandern
- 10. Oktober bis 27. Dezember – Kämpfe in der Siegfriedstellung
- ab 27. Dezember – Stellungskämpfe bei St. Quentin und an der Oise

### 1918
- bis 30. Januar – Stellungskämpfe bei St. Quentin und an der Oise
- 1. Februar bis 20. März – Kämpfe in der Siegfriedstellung und Vorbereitungszeit für die Große Schlacht in Frankreich
- 21. März bis 6. April – Große Schlacht in Frankreich
- 7. April bis 2. Juni – Kämpfe an der Avre, Somme und Ancre
- 9. Juni bis 3. Juli – Kämpfe an der Avre und Matz
- 3. bis 21. Juli – Stellungskämpfe in Lothringen
- 21. bis 25. Juli – Abwehrschlacht zwischen Soissons und Reims
- 26. Juli bis 3. August – Bewegliche Abwehrschlacht zwischen Marne und Vesle
- 4. August bis 3. September – Stellungskämpfe an der Vesle
- 3. September bis 9. Oktober – Kämpfe vor der Siegfriedfront
- 10. bis 12. Oktober – Kämpfe vor der Hunding- und Brunhildfront
- 13. Oktober bis 4. November – Kämpfe in der Hundingstellung
- 5. bis 11. November – Rückzugskämpfe vor der Antwerpen-Maas-Stellung
- ab 12. November – Räumung des besetzten Gebietes und Marsch in die Heimat

## Kommandeure
| Dienstgrad   | Name                                 | Datum                              |
| ------------ | ------------------------------------ | ---------------------------------- |
| Generalmajor | Willibald von Schweidnitz und Krain  | 20. Mai 1915 bis 8. Oktober 1916   |
| Generalmajor | Veit von Obernitz                    | 9. Oktober 1916 bis 5. Juni 1917   |
| Generalmajor | Bernhard Graf Finck von Finckenstein | 6. Juni 1917 bis 17. Dezember 1918 |